# Elbląska Orkiestra Kameralna
Elbląska Orkiestra Kameralna – orkiestra smyczkowa założona w 2007 roku. Jest jednym z największych ośrodków kultury na terenie Żuław. Pierwszym dyrektorem EOK była Marta Drózda, później tę funkcję pełnili Tomasz Gliniecki i Paweł Kukliński oraz Bożena Sielewicz. Od 2018 funkcję dyrektora pełni Karolina Nowotczyńska. 

## Historia
Elbląska Orkiestra Kameralna została utworzona 28 czerwca 2007 r. przez elbląską Radę Miejską jako samorządowa instytucja kultury. W swoim programie wykracza poza obszar muzyki klasycznej, realizując koncerty muzyki operetkowej, filmowej, jazzowej, a także koncerty edukacyjne dla dzieci i młodzieży. W ciągu kilkunastu lat działalności EOK koncertowała z wieloma uznanymi artystami, w tym z Jerzym Maksymiukiem, Włodkiem Pawlikiem, Leszkiem Możdżerem, Krzysztofem Herdzinem, Krzesimirem Dębskim, Bomsori Kim, zespołami: „Atom String Quartet”, „VOŁOSI”, „Bester Quartet”.
Orkiestra od 2014 roku organizuje Festiwal „Muzyka Polska na Żuławach” (od 2018 roku „Muzyka Polska na Warmii i Żuławach”). Jego ideą jest prezentacja najsłynniejszych dzieł rodzimej kameralistyki w zabytkowych wnętrzach gotyckich kościołów. Podczas pięciu edycji (lata 2014-2018) zagrano m.in. utwory Wojciecha Kilara, Witolda Lutosławskiego, Andrzeja Panufnika i Fryderyka Chopina, a elbląskim kameralistom towarzyszyli cenieni soliści: Wojciech Waleczek, Janusz Wawrowski, Iwona Sobotka, Szymon Komasa, Zespół VOŁOSI oraz Marcin Wyrostek z zespołem. 
EOK regularnie uczestniczy w wydarzeniach muzycznych o randze ogólnopolskiej i europejskiej. W ostatnich latach muzycy gościli między innymi na Festiwalu Muzyki Klasycznej w Azkoitii, w San Sebastian oraz Hondarribii (2013); na Muzycznym Festiwalu w Bad Pyrmont i Bad Munder (2015); The Days of New Music w Kiszyniowie (2016); Międzynarodowym Festiwalu Muzyki Współczesnej AFEKT w Tallinie i Tartu (2016); International Music Festival „Autumn Tbilisi” (2017), a także Festiwalu "Dark Music Days" w Reykjaviku (2018). Zespół uświetniał także swoją grą ważne zagraniczne i krajowe wydarzenia, między innymi berlińskie obchody 70. rocznicy powstania w getcie warszawskim i widowisko „Adventus Lucis”, zorganizowane z okazji 39. rocznicy Grudnia 70’.

## Projekty
Elbląscy instrumentaliści starają się promować artystów młodego pokolenia za sprawą licznych programów, takich jak „Zamówienia kompozytorskie”, „Artysta-Rezydent”, „Dyrygent-Rezydent”. Kompozytorzy cenią sobie współpracę z EOK, o czym świadczy fakt, że powierzają jej prawykonania swoich utworów. Dotychczas Orkiestra prawykonała dzieła takich twórców, jak Jerzy Maksymiuk, Lisa Hirsch, Ghenadie Ciobanu, Cezary Duchnowski, Leszek Możdżer czy Tomasz Opałka. 
W swojej działalności EOK kładzie duży nacisk na przedsięwzięcia o charakterze edukacyjnym. W ciągu przeszło dekady Orkiestra realizowała m.in. projekty:  „Filharmonia/ostrożnie, wciąga!!!” -  dzięki niemu ponad 2000 elbląskich maturzystów uczestniczyło w koncertach abonamentowych Orkiestry; „Muzyka dla ucha malucha” – w ramach którego zorganizowano cykl interaktywnych, multimedialnych widowisk dla uczniów przedszkoli i szkół podstawowych (w 2018 roku rusza III edycja projektu); „Klasyka dla smyka” – koncerty edukacyjne skierowane do najmłodszych widzów.
Za swą działalność artystyczną Orkiestra została uhonorowana Nagrodą Prezydenta Miasta Elbląga (2008 i 2009), Nagrodą Marszałka Województwa Warmińsko-Mazurskiego (2010), otrzymała także tytuł Kreatora Kultury (2015). Koncerty z udziałem elbląskich kameralistów są transmitowane przez ogólnopolskie stacje radiowe i telewizyjne, w tym Polskie Radio Program 3, RMF Classic, TVP 2,  TV Polonia, TVP Kultura oraz Telewizję POLSAT.